# ژیدروناس ساویتسکاس
زیدروناس ساویتسکاس (لیتوانیایی: Žydrūnas Savickas؛ زادهٔ ۱۵ ژوئیهٔ ۱۹۷۵) ورزشکار وزنه‌برداری قدرتی اهل لیتوانی است. وی با رکورد ۱۰ مرتبه حضور در بین سه نفر برتر قوی ترین مردان جهان که چهار بار آن قهرمان شده است و همچنین ۸ مرتبه قهرمانی آرنولد استرانگمن یکی از پرافتخارترین ها در تاریخ قویترین مردان است. 
از افتخارات وی میتوان به کسب ۴ مدال طلا و ۶ مدال نقره در قوی‌ترین مردان جهان و ۸ مرتبه قهرمانی آرنولد استرانگمن اشاره کرد.